# (5382) McKay
(5382) McKay (1991 JR2) – planetoida z pasa głównego asteroid okrążająca Słońce w ciągu 4,27 lat w średniej odległości 2,63 j.a. Odkryta 8 maja 1991 roku.